# Leti
Leti chiamato anche Lethu (fl. V secolo) fu re dei Longobardi nella prima metà del V secolo.
È considerato l'iniziatore della dinastia letingia, che da lui prende il nome.

## Biografia
Scarsissime le informazioni su questo sovrano longobardo. Al tempo del suo regno, il popolo era stanziato in Norico e aveva da poco, grazie a re Lamissone, evitato il rischio di assimilazione da parte degli Unni. Con Leti la monarchia longobarda assunse una forma più stabile e, soprattutto, ereditaria; il successore di Leti, infatti, fu suo figlio Ildeoc.